# Renardowice
Renardowice – jedno z osiedli (jednostek pomocniczych) miasta Czechowice-Dziedzice. Renardowice położone są w północnej części miasta, na prawym, południowym brzegu Wisły.

## Historia
Wieś-kolonia została założona w 1795 przez właściciela Czechowic, hrabiego Andreasa Renarda, od którego wzięła swą pseudopatronimiczną nazwę. W opisie Śląska Cieszyńskiego autorstwa Reginalda Kneifla z 1804 Renardsdorf, pohlnisch: Renardowitz, oder auch Rengerdowicze w księstwie bielskim w dobrach i w granicach Czechowic były nową kolonią na terenie dawnego stawu Dembina z winiarnią Dembiner Weinhaus z 20 domami i 97 mieszkańcami posługującymi się śląsko-polskim narzeczem. Później przeważnie Renardowitz/Renardowice. Administracyjnie kolonia Renardowice podległa była gminie Czechowice.
Według austriackiego spisu ludności z 1910 w 26 budynkach w Renardowicach mieszkało 266 osób, z czego prawie wszyscy byli polskojęzycznymi katolikami.
Centrum dawnych Renardowic znajduje się poza ścisłymi granicami osiedla Renardowice. Osiedle Renardowice obejmuje dziś przede wszystkim obszar Starych i Nowych Liszków. Liszki (Stare) wzmiankowane w 1718 (Na Liszkach), następnie jako Liszka (1836).